# 黃長發
黃長發（英語：François Wong Cheung Fat，1985年3月28日—），2006年香港先生冠軍。為法籍華人，於法國出生。祖籍廣東潮州，其父母是越南華裔。目前黃長發已離開無綫電視。

## 簡介
黃長發在參選香港先生競選之前，他在法國就學。黃長發在法國時曾任職超市豬肉檔師傅。
在2006年7月的香港先生選舉中的「瀟灑組」，黃長發成為瀟灑組冠軍，其後擊敗2005年香港先生，成為新的香港先生。成為香港先生之後，繼而簽約無綫電視成為旗下藝人。
黃長發的哥哥是黃祥興（Stephen Wong），黃祥興也曾於2005年香港先生選舉中參選，但未能勝出。
黄長發曾传出姐弟恋：2009年跟鞋王三奶李姿霆（Karen）玩姊弟戀，當時只有23歲的他，因為教法文而搭上比自己大16年、有個5歲女的Karen，其時，黃長發不理家人反對，為對方退出幕前，Karen亦不惜放棄每月8萬元「包養費」，離開鞋王。  
在2009年2月，黃長發宣告半退出娛樂圈。原因是他的廣東話不太靈光，應付不到TVB的工作，但他需要賺錢維持生活，所以轉行做會計師。
近年又轉行，在模特兒公司做經理。早前他向拍拖四年的捷克籍模特兒女友Zuzana求婚成功，並計劃2015年7月在布拉格舉行婚禮。

## 演出作品

### 電視劇（無綫電視）
- 2007年：學警出更 飾 法國遊客（第一集）
- 2007年：同事三分親 飾 Paul
- 2008年：金石良緣 飾 Peter
- 2008年：甜言蜜語 飾 顧客
- 2008年：Click入黃金屋 飾 富家子邦少（客串第12集）
- 2009年：桌球天王 飾 Eric
- 2009年：美麗高解像 飾 新星電視台化妝員工
- 2009年：老友狗狗 飾 獸醫診所護士

## 外部連結
- 黃長發在香港先生競選的個人介紹網頁
- 黃長發 TVB Blog （页面存档备份，存于）